# Скельні укриття в Бгімбетці
22°55′40″ пн. ш. 77°35′00″ сх. д. / 22.92778° пн. ш. 77.58333° сх. д.
Скельні укриття в Бгімбетці — археологічна ділянка, розташована в окрузі Райсен індійського штату Мадх'я-Прадеш. У цих укриттях збереглися найраніші сліди людської діяльності в Індії; за даними археологів, деякі з них могли бути населені понад 100 тис. років тому. Найраніші з малюнків кам'яної доби в Бгімбетці нараховують близько 9000 років за віком.
Назву «Бгімбетка» асоціюють з Бгімою, героєм епосу Махабхарата. Вважається, що ця назва походить від слова «Бгімбайтхка» (Bhimbaithka) — «місце Бгіми».
У 2003 році археологічний комплекс у Бгімбетці отримав статус об'єкта Світової спадщини ЮНЕСКО.